# Bourg-Bruche
Bourg-Bruche es una localidad y comuna francesa, situada en el departamento del Bajo Rin en la región de Alsacia.